# Martin Dahlin
Martin Nathaniel Dahlin (født 16. april 1968 i Uddevalla, Sverige) er en tidligere svensk fodboldspiller med venezuelanske rødder, der spillede som angriber hos en række europæiske klubber, samt det svenske landshold. Han blev i 1993 kåret til Årets Spiller i Sverige.

## Klubkarriere
Dahlin startede sin seniorkarriere hos den svenske klub Malmö FF, hvor han i fire sæsoner havde stor succes inden han blev solgt til tyske Borussia Mönchengladbach. Kun afbrudt af et kort ophold hos Roma spillede han hos Gladbach frem til 1997, og opnåede at score 60 mål i 125 kampe. Herefter forsøgte Dahlin sig et enkelt år i engelsk fodbold hos Blackburn Rovers, inden han afsluttede karrieren med et ophold hos Hamburger SV.
Med Borussia Mönchengladbach vandt Dahlin i 1995 den tyske DFB-Pokalturnering.

## Landshold
Dahlin nåede gennem karrieren at spille 60 kampe og score 29 for Sveriges landshold, som han repræsenterede i årene mellem 1991 og 1997. Han deltog for sit land ved EM i 1992 på hjemmebane samt ved VM i 1994 i USA, hvor svenskerne vandt bronze.

## Titler
DFB-Pokal
- 1995 med Borussia Mönchengladbach